# Ernst Burren
Ernst Burren (* 20. November 1944 in Oberdorf SO) ist ein Schweizer Mundart-Schriftsteller.

## Leben
Nach dem Besuch des Lehrerseminars in Solothurn war Ernst Burren als Primarlehrer in Bettlach tätig. Im Jahre 1970 veröffentlichte er seinen ersten Gedichtband: Derfür und derwider. Er schreibt Erzählungen, Gedichte und Theaterstücke sowie Beiträge für Radio und Fernsehen, und zwar ausschliesslich im Solothurner Dialekt.
Ernst Burren «gilt als Erneuerer der Mundartliteratur in der Schweiz». «Längst hat er eine Ortschaft auf der literarischen Landkarte hingesetzt, welche den Namen Burrenwil verdient.» 1981 wurde Burren mit dem Alemannischen Literaturpreis ausgezeichnet. Im gleichen Jahr erhielt er den Einzelwerkpreis und 1997 den Gesamtwerkspreis der Schweizerischen Schillerstiftung. Er war Mitglied der 2002 aufgelösten Gruppe Olten.
Burren wohnt in seinem Geburtsort Oberdorf.
Sein Archiv befindet sich seit 2012 im Schweizerischen Literaturarchiv in Bern.

## Auszeichnungen
- 1972 Förderpreis des Kantons Solothurn
- 1974 Buchpreis des Kantons Bern
- 1976 Buchpreis der Stadt Bern
- 1978 Werkjahrbeitrag des Kantons Solothurn
- 1979 Buchpreis des Kantons Bern
- 1981 Alemannischer Literaturpreis
- 1984 Kunstpreis des Kantons Solothurn
- 1992 Hörspielpreis der Stiftung Radio Basel
- 1997 Gesamtwerkspreis der Schweizerischen Schillerstiftung
- 1997 Zonser Hörspielpreis (für regionale Hörspiele)
- 2000 Werkbeitrag von Pro Helvetia
- 2003 Johann-Peter-Hebel-Plakette
- 2003 Buchpreis des Kantons Bern
- 2003 Kulturpreis der Gemeinde Bettlach
- 2007 Buchpreis des Kantons Bern
- 2017 Schweizer Literaturpreis[4]

## Werke
- Derfür und derwider. Gedichte. Zytglogge, Gümligen 1970; Neuausgabe ebd. 1991 (Gesammelte Gedichte)
- Scho wider Sunndig. Sächs Gschichte. Diogenes, Zürich 1971
- Um jede Priis. Mundart-Gedicht. Zytglogge, Gümligen 1973
- Schueukommission und andere Mundartstücke. Zytglogge, Gümligen 1974
- I Waud go Fahne schwinge. Mundartgeschichten. Zytglogge, Gümligen 1974
- Dr Schtammgascht. Erzählung. Zytglogge, Gümligen 1976
- S chürzere Bei. Gedichte und Geschichten. Zytglogge, Gümligen 1977
- Dr Zang im Pfirsich. Mundartgeschichten. Zytglogge, Gümligen 1979
- Begonie und Schtifmüetterli. Erzählung. Zytglogge, Gümligen 1980
- D Nacht vor dr Prüefig. Mundartgeschichten. Zytglogge, Gümligen 1981
- Am Evelin si Baschter. Mundartgeschichten. Zytglogge, Gümligen 1982
- Näschtwermi. Mundarterzählung. Zytglogge, Gümligen 1984
- Schtoh oder hocke. Mundartgedichte. Zytglogge, Gümligen 1985
- Chuegloggeglüt. Mundarterzählung. Zytglogge, Gümligen 1987
- Rio Negro. Mundarterzählung. Zytglogge, Gümligen 1989
- Schneewauzer. Mundarterzählung. Zytglogge, Gümligen 1990
- Dr Löi vo Floränz. Mundarttexte. Zytglogge, Gümligen 1994
- Dr guudig Ring. Mundarttexte. Zytglogge, Gümligen 1997
- So ne Gans. Fabelhafti Gschichte. Fischer, Münsingen 2000
- Chrüzfahrte. Mundartgeschichten. Cosmos, Muri bei Bern 2003
- Zirkusmusig. Mundartgeschichten. Cosmos, Muri bei Bern 2004
- Blaui Blueme. Mundartgeschichten. Cosmos, Muri bei Bern 2006
- Füürwärch. Mundartgeschichten. Cosmos, Muri bei Bern 2008
- Schnee schufle. Mundartgeschichten. Cosmos, Muri bei Bern 2010
- Dr Troum vo Paris.  Mundartgeschichten. Cosmos, Muri bei Bern 2012
- No einisch uf d Maledive.  Mundarttexte. Cosmos, Muri bei Bern 2014
- Dr Chlaueputzer trinkt nume Orangschina. Mundartroman. Cosmos, Muri bei Bern 2016
- I däm Auter non nes Gschleipf. Cosmos, Muri bei Bern 2018
- Mir nähs wies chunnt. Gedichte aus 50 Jahren. Der Gesunde Menschenversand, Luzern 2020, ISBN 978-3-03853-101-2.